# 惡夢怪球
〈惡夢怪球〉（英語：Orb）是《探險活寶》第九季的首播集。在卡通頻道於2017年4月21日播出。劇情接續第八季的結尾，離開創始者島後，阿寶、老皮和嗶莫入眠並做夢，不過他們的夢境卻受到一個神秘球體的干擾。

## 迴響
首播當天在美國，〈惡夢怪球〉有28萬人收看。影音俱樂部的Oliver Sava給出「B+」的評分，說這一集「與過度有關」。